# Fight Like Apes
Fight Like Apes (с англ. — «Драться как обезьяны»), также известны как FLApes или FLA — ирландская альт-рок-группа, образованная в Дублине в 2006 году. Их финальный состав состоял из Мэри-Кейт «МэйКей» Джерати (вокал и синтезатор), Джейми «Покетс» Фокс (клавишные и вокал), Конора Гарри (бас), Питера О’Ши (ударные) и Фрога Каллена. Первоначальные участники Эдриан Маллан (ударные) и Том Райан (бас) покинули группу в 2010 году. Из-за отсутствия финансовой стабильности для продолжения работы над своими записями, лейблом или продажами товаров группа распалась 2 ноября 2016 года.
Они известны своими удлиненными названиями пластинок, обычно вдохновленными фильмами категории B. Они выпустили три EP, How Am I Supposed to Kill You If You Have All the Guns? (с англ. — «Как я тебя убью, если у тебя есть все оружие?»), David Carradine is a Bounty Hunter Whos Robotic Arm Hates Your Crotch (с англ. — «Дэвид Кэррадин — охотник за головами, чья роботизированная рука ненавидит вашу промежность») и Whigfield Sextape (с англ. — «Секс-запись Уигфилда»), а также три альбома, Fight Like Apes and the Mystery of the Golden Medallion (с англ. — «Сражайтесь как обезьяны и тайна золотого медальона»), The Body of Christ and the Legs of Tina Turner (с англ. — «Тело Христа и ноги Тины Тернер») и Fight Like Apes (с англ. — «Сражайтесь как обезьяны»). В 2009 году они выпустили EP для американского рынка под названием You Filled His Head with Fluffy Clouds and Jolly Ranchers, What Did You Think Was Going to Happen? (с англ. — «Вы забили ему голову пушистыми облаками и веселыми фермерами. Что, по-вашему, должно было произойти?»).
Fight Like Apes гастролировали по Великобритании с The Von Bondies, The Ting Tings, New Found Glory, The Prodigy и Kasabian и играли на нескольких ирландских и европейских фестивалях на протяжении всей своей карьеры. Они появлялись в нескольких телевизионных шоу в Ирландии, включая Tubridy Tonight, WeTV, The View, Other Voices и The Cafe. Они также добились определенного успеха в Азии, где в апреле 2009 года Sony Music Entertainment Japan подписала с ними контракт на выпуск альбома на этом континенте. Группа была номинирована на пять премий Meteor Music Awards, Fight Like Apes and the Mystery of the Golden Medallion (2008) был номинирован на Choice Music Prize и был назван 31-м лучшим альбомом десятилетия по версии Phantom FM в конце 2009 года. Fight Like Apes были названы четвертым лучшим ирландским музыкальным коллективом своего поколения по версии The Irish Times в 2009 году.

## Характеристики
Стиль
Стив Ламак из BBC Radio 1 описал Fight Like Apes как «великую группу Misfits», обитающую «в одиноком месте на периферии мира инди-рока». На одном из концертов в июне 2008 года он стал свидетелем того, как они «издеваются над своими гитарами и клавишными и не видят, как будто это какой-то поп-экзорцизм», и увидел, как они «катаются по пустому танцполу, играя». Ведущая Today FM Элисон Кертис описала их как «действительно талантливых… немного роковых и металлистов, а их фронтвумен чрезвычайно смотрибельна, почти заходя на территорию Дебби Харри».
Лирика
Вокалистку МэйКей описывают как одну из «самых завораживающих фронтвумен» Ирландии в недавней истории, с её длинными чёрными волосами и воплем банши. Она известна такими текстами, как «ты как жареная курица из Кентукки, но без вкуса» и «ты чертово разочарование для человеческой расы», взятыми из песни «Jake Summers», песни, вдохновленной бывшим кумиром подростков, известным как California Dreams. Покетс пишет большинство песен группы, играет на клавишных и обеспечивает вокал для некоторых песен группы. Адриан и Том, как правило, остаются на заднем плане, предпочитая не фотографироваться. Группа утверждает, что никогда не писала ничего вымышленного, а их тексты были описаны Надин О’Реган в The Sunday Business Post как «иногда буквально гинекологические в своих деталях и регулярно относительно шокирующие в своей честности». МэйКей и Покетс утверждают, что большинство текстов их песен были созданы одним человеком, который разбил каждое из их сердец.
Источники вдохновения
На группу повлияли фильмы категории B, компьютерные игры, кунфу и реслинг. «Do You Karate?», «грохочущий бас, движущийся в ритме песни», демонстрирует «фирменную атаку группы на двух синтезаторах», а «Canhead» в стиле Pixies описывается как «краткая ода рыбе с чипсами». В музыкальном плане они любят My Bloody Valentine, Mclusky и Tom Waits, Grand Pocket Orchestra, Adebisi Shank, Jape и Giveamanakick. Они не любят гитары и известны тем, что играют на сцене с кухонными принадлежностями, такими как кастрюли и сковородки; МэйКей и Покетс даже играют на клавишных головами. Они намеренно придумывают длинные названия для записей, чтобы «разозлить» журналистов и радиоведущих, а их самоопределённый жанр «каратэ-рок» был направлен в NME после того, как британский журнал попытался поместить их в ту же категорию, что и две другие группы с женским вокалом.

## Дискография
Смотри статью «Дискография Fight Like Apes» в англ. разделе.
- Fight Like Apes and the Mystery of the Golden Medallion (2008)
- The Body of Christ and the Legs of Tina Turner (2010)
- Fight Like Apes (2015)